# Thomas Stricker
Thomas Stricker (né en 1962 à Saint-Gall) est un sculpteur suisse du land art.

## Biographie
Thomas Stricker fait un apprentissage de mécanicien en électronique à Saint-Gall de 1979 à 1983. De 1986 à 1993, il étudie à l'académie des beaux-arts de Düsseldorf, où il est élève auprès de Klaus Rinke en 1991. En 1998, Stricker est invité à enseigner au l'académie des beaux-arts et du design de Bergen en Norvège.
Son expérience professionnelle le conduit en Mongolie (1994), au Sydney College of the Arts en Australie (2003), au ETANENO en Namibie (2007) et à Mexico, 2010.
Thomas Stricker vit et travaille à Düsseldorf.

## Œuvre

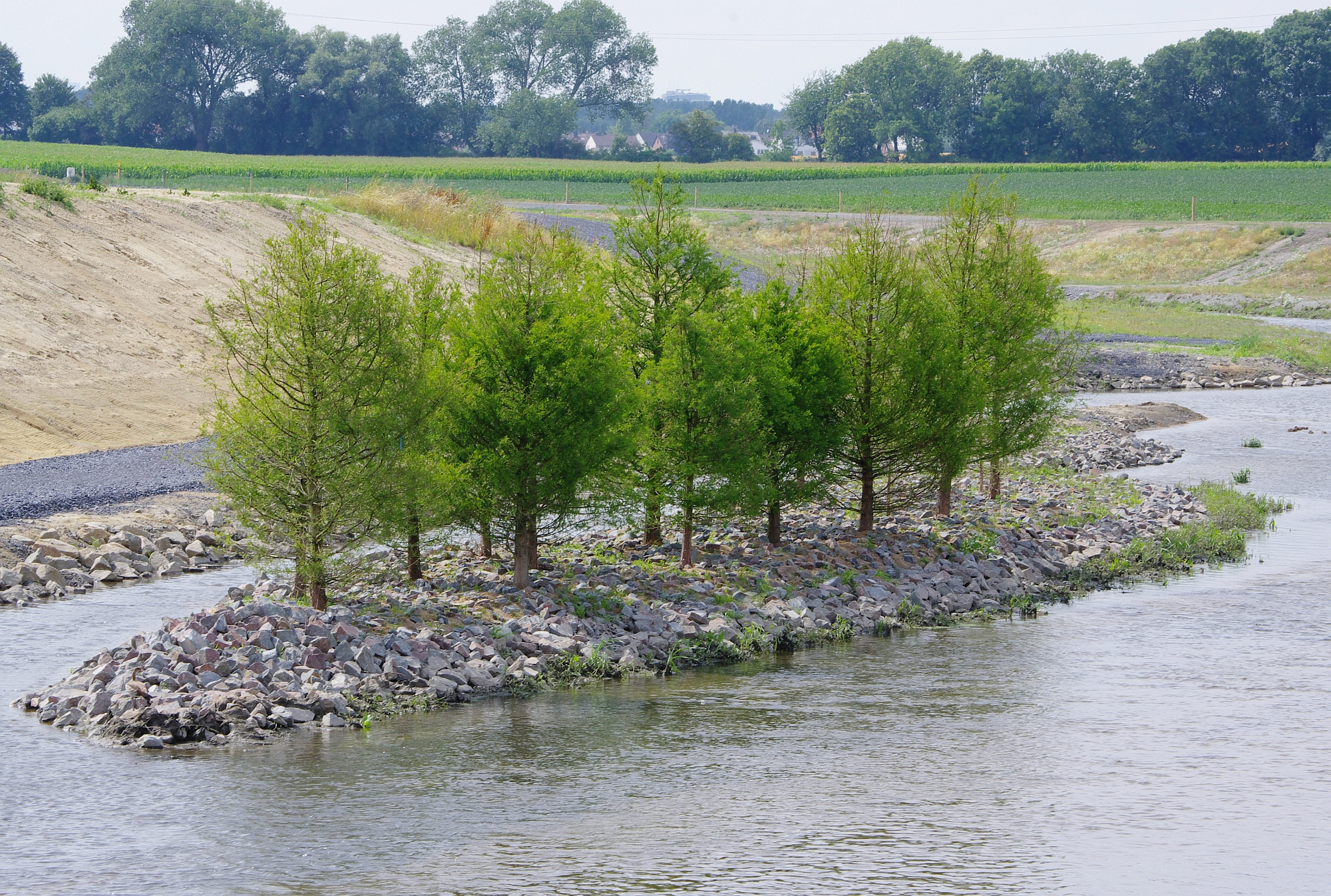
Landschaft im Fluss, Über Wasser Gehen Projekt Ruhr 2010

Thomas Stricker traite des questions relatives à l'espace public et au paysage. Ses projets vont bien au-delà de la compréhension traditionnelle de la sculpture. Elles montrent des interdépendances sociales et des interactions entre l'homme, la nature et la technologie. Les projets et sculptures spécifiques de Stricker utilisent une variété de matériaux, tels que l'albâtre, le béton, le caoutchouc, la mousse dure, le bois, les plantes ou la cire. Toutes les sculptures concrètes permettent des associations multi-couches. La création et les processus de travail des œuvres de Stricker sont des processus de communication interactifs. Elles reprennent également le concept étendu de l'art de Joseph Beuys d'art de sculpture sociale.
Stricker appelle 108 skulpturale Fragen depuis 1996 son projet à long terme dans lequel il tente d'explorer les possibilités de la sculpture contemporaine et de les combiner avec l'art conceptuel, la sculpture sociale et l'architecture du paysage. Les œuvres seules sont une tentative de trouver des réponses à une question spécifique sur le concept actuel de sculpture. La nature dans ses nombreuses variations est un thème récurrent de ses projets, créé à l'aide de différents supports - photographie, texte, vidéo, Internet.